# Богданово (Волоколамский район)
Богданово — деревня в Волоколамском районе Московской области России.
Относится к сельскому поселению Чисменское, до муниципальной реформы 2006 года относилась к Чисменскому сельскому округу. Население — 34 чел. (2010).

## Население
| 1852 | 1859 | 1926 | 2002 | 2006 | 2010 |
| ---- | ---- | ---- | ---- | ---- | ---- |
| 56   | ↘53  | ↗125 | ↘11  | ↘0   | ↗34  |

## Расположение
Деревня Богданово расположена примерно в 14 км к востоку от центра города Волоколамска, на правом берегу реки Каменки (бассейн Иваньковского водохранилища). В деревне две улицы — Озёрная и Центральная. Ближайшие населённые пункты — деревни Татищево, Никиты и Литвиново.

## Исторические сведения
В «Списке населённых мест» 1862 года Богданово — владельческая деревня 2-го стана Волоколамского уезда Московской губернии по правую сторону Клинского тракта (из Волоколамска), в 14 верстах от уездного города, при реке Березовце, с 8 дворами и 53 жителями (25 мужчин, 28 женщин).
По данным на 1890 год входила в состав Аннинской волости Волоколамского уезда, число душ мужского пола составляло 21 человек.
В 1913 году — 18 дворов.
По материалам Всесоюзной переписи населения 1926 года — деревня Татищевского сельсовета Аннинской волости, проживало 125 жителей (57 мужчин, 68 женщин), насчитывалось 22 крестьянских хозяйства.
С 1929 года — населённый пункт в составе Волоколамского района Московской области.